# 愛欲 (1966年の映画)
『愛欲』（あいよく）は、1966年の日本映画。
監督：佐藤純彌。製作：東映東京撮影所、配給：東映。
当時ライバル視されていた東映の二大看板女優佐久間良子と三田佳子が初めて本格的に共演した映画である。R-18（旧成人映画）指定。
大企業の宣伝マン（三國連太郎）を挟み、京都の旅館の女将（佐久間良子）と銀座のバーのマダム（三田佳子）が張り合う。

## キャスト
- 清水由喜：佐久間良子
- 野村奈津子：三田佳子
- 麻生公輔：丹波哲郎
- 江崎哲也：三國連太郎
- 河合：小瀬明
- 田中：岡部正純
- 南：都健二
- 田口：木川哲也
- 恭子：城野ゆき
- 麻生会長：芦田伸介
- 修一：江原真二郎
- 研二：小林稔侍
- 由喜の母：英百合子
- 医師：片山滉
- 椎名：浜田寅彦
- 井上：松本克平
- 安田：清水元
- 増田：沢彰謙
- 課長：相馬剛三
- 部長：杉義一
- 長島：岡野耕作
- ホステス：安城百合子
- 清水旅館女中：山本緑
- 厚生省係官A：高野隆志
- 厚生省係官A：久保比佐志
- 喫茶店レジ係：志麻ひろ子

## スタッフ
- 監督：佐藤純彌
- 脚本：森川英太朗、佐藤純彌
- 企画：俊藤浩滋、吉田達
- 撮影：西川庄衛
- 美術：北川弘
- 音楽：佐藤勝
- 録音：内田陽造
- 照明：元持秀雄
- 編集：長沢嘉樹

## 製作

### 企画
当初は本作と同じ、三田佳子主演・森川英太朗原作で、1965年4月から読売テレビで半年間放映された『祇園物語』の映画化として企画が挙がったが、岡田茂東映京都撮影所（以下、東映京都）所長と今田智憲東映東京撮影所（以下、東映東京）所長で呼応して推進していた"不良性感度"全盛期の東映では、そのような女々しい企画は通らず、「もっとこってりしたもの」という要求が出された。岡田は当時「"不良性感度"映画を作るからこそ、大衆が映画館に入るのだ。健全娯楽ものはテレビでやればよい」などと標榜し、映画関係者から「彼の怖いところは、そういうことを直ちに実行に移すとこだ」などと評され、東映はこの"不良性感度映画"という岡田理論による線上で全ての映画が企画・製作されることに決定していた。製作決定まで二年を要したため、この間に題名も『祇園町』→、『女の夜と昼』→『女の秘め事』→『女の性（さが）』などと変遷した後、岡田が最終的に『愛欲』に変更したといわれる。当時は洋画邦画問わず、煽情的な映画が増え、題名も「欲」「情」「愛」などが特に多く使用された。

### キャスティング
本作の大きな目玉が佐久間良子と三田佳子の本格的な初共演。今日でも役者同士の"犬猿の仲"はマスメディアの話題によく挙がるが、当時も同じで"犬猿の仲"というテーマで記事が載ると、まず女優編の最初に挙がることが多かったのが佐久間と三田で、「岡田茉莉子・有馬稲子以来の代表的"犬猿の仲"」とも評され、二人の対抗意識の激しさはつとに有名だった。目も合わせないと噂され、田坂具隆監督の『鮫』と『冷飯とおさんとちゃん』では二人の出演が決定していたが、どちらも佐久間が降板して噂に拍車をかけた。それぞれ男性ファンから絶大な人気を得ていたため、1965年末に日本テレビが二人の共演を企画し、『スターうらおもて』で実現させたが、出演交渉に難航した。当日の生放送ではテレビ局には二人とも洋服で現れたが、本番直前に三田が辺りがパッと華やぐような着物に着替え、佐久間の顔色が変わった。東映も二人のライバル関係を煽る宣伝を都度都度行い、本作に於いても二人の衣装代を同額の200万円ずつかけ、佐藤監督も二人のライバル意識がそのまま画面に出せればいい作品が出来ると言っている、などと告知した。佐久間は「三田さんとは私生活でも仲が悪いなんて言われてますが、何と言われても、二人で力を合わせてヒットさせたい。これが女性映画復活のきっかけになるかならないか、私たちの責任ですものね」と決意を見せた。ライバル意識は勿論持っていたが、実際はそこまで仲は悪くないのに、東映宣伝部が本作で盛んに仲の悪さを強調するプロモーションをデッチ上げ、"犬猿の仲"の売り文句が浸透し、これ以降すっかり定着したとする見方もある。

### 脚本
当初は『祇園物語』の映画化として企画が挙がっていたため、『祇園物語』の原作者・森川英太朗と佐藤純彌とで脚本を書き、『祇園物語』自体は企画としては流れた。その後会社の意向に沿いつつホンが書き直され、さらに佐久間からも三田からも役柄やホンの手直しの要求があり、時間をかけてホンは完成したが、『女の秘め事』のタイトルのときに、二人の宣伝用写真が撮影されただけで企画は完全に流れていた。岡田や今田たち東映幹部は製作を反対し、ヤクザ路線が本格化するに伴い、しかしライバルの競演を前面に押し出せば、ヤクザの対立に負けない商売になるだろうという皮算用で企画が復活。この間二年が経過したといわれる。営業面の懸念から、脚本を現代的に書き改め、一応の女性映画の体を成したことで、佐久間が大川博東映社長に直談判に打って出て「男性映画ばかりの映画界だからこそ、女性映画をファンは求めているはずです」と口説いてようやく製作が決定した。製作が決まった当時は、佐久間が京都祇園のお茶屋を継ぐ昔風の跡取り娘。三田は姉の生き方に反撥して家を飛び出し、踊りに夢中になる行動派の妹と仲の悪い姉妹」という設定だった。二人に気を遣い、見せ場も公平に割り振った。また設定は三姉妹で、末の妹役には佐久間や三田以上に会社の暴力エロ路線に反撥して干されていた佐久間や三田と並ぶ東映東京の看板女優・本間千代子が予定され、さらに急激に人気を上げていた藤純子まで出演を告知され、東映の主力女優4人を一挙に投入する当時の東映では異色の女性映画超大作を予定していた。

### 撮影
製作決定が伝えられて時期に1965年11月クランクインとも報道されたが、少し延び、1966年1月からの撮影。1月12日のセット撮影では三田が佐久間の顔にビンタを加えるシーンが撮影された。

### 編集
完成の段階で同じ東映東京で『飢餓海峡』のカット事件」があった。佐藤は2時間で上手くまとまった自信があったが、今田東映東京所長から「プログラムピクチャーは90分前後に収めろ」と命令され、佐藤が返事せずに黙っていたら、今田から「切らないなら会社で切る」と脅されたため、「人に切られるなら自分で切ります」と言い返し、ダイジェスト版のような編集になった。佐藤は悔しくて泣いたという。

## 作品の評価

### 興行成績
監督の佐藤は「かなり後年になって関西地区の営業担当から『かなり美味しかった』と言われたことがありますが、全国展開ということでは苦戦したみたいです」などと述べている。

### 批評家評
河上英一は「珍しや、東映のトップ女優二人をかみあわせた異色作だが、『愛してるワ』というセリフとベッドシーンだけの反復。何ともサクバクたる印象だけが残る。わが日本人には、昔からもっと奥ゆかしい愛欲の表現力があったはずなんだが……」などと評した。
『日本映画俳優全集・女優編』には「佐久間良子と三田佳子の対決に絞れば、役柄が儲け役だったこともあるが、女の業を巧演した佐久間が三田に差をつけた」と書かれている。

## 影響
佐藤監督は東映が「女性（映画）路線」を模索していたと話しているが、佐久間はそういった正統的（文芸的）な「女性映画を作って欲しい」と盛んに訴え、「娼婦や芸者の役が続きすぎ」などと出演オファーを次々を拒否し会社と揉め、本作封切直前の1966年3月で契約切れした後は契約更新に応じず、自身が提出した企画は全部蹴られてクサリ切り、以降は出演ペースが落ちた。また三田も「愛欲ものはイヤ」とハラを立て、1966年末に専属契約が切れ、「他社や舞台からお誘いを受けている。会社の企画方針を知りたい」と、東映の企画の貧困を訴えて再契約に応じず、佐久間同様、自身が提出した企画も東映に蹴られ、1967年3月に東映を退社している。東映が、というより岡田茂は正統的な「女性映画路線」を敷こうという気はさらさらなく、前年1965年に「東映好色新路線」としてエロ映画を大手映画会社で初めて路線化する方針を打ち出しており、佐久間や三田、藤純子、大川橋蔵ら東映の看板スターにも「好色映画に出てもらう」と表明し、全員に拒否されていた。これに至り、こうした色に染まないスターは男優・女優を問わず、監督も含め、テレビに移るか退社の道を選ばされた。

## 同時上映
『沓掛時次郎 遊侠一匹』
- 主演：中村錦之助 (萬屋錦之介) / 監督：加藤泰

## ビデオ発売
- 東映ビデオより、税抜き12,960円で発売されていた[38]。